# Дьюкейн, Чарльз
Чарльз Дьюкейн (англ. Charles Du Cane; 5 декабря 1825, Райд, Остров Уайт, Англия — 25 февраля 1889, Уитем, Эссекс, Англия) — британский политический деятель и колониальный администратор в Австралии, депутат Парламента Великобритании (1857—1868), 3-й губернатор Тасмании (1869—1874).

## Биография
Чарльз Дьюкейн родился 25 февраля 1825 года в Райде (Остров Уайт, Англия). Он был старшим сыном в семье морского офицера Чарльза Дьюкейна (Charles Du Cane, 1789—1850) и Фрэнсис Дьюкейн, урождённой Придо-Брюн (Frances Du Cane, née Prideaux-Brune). Он обучался в школе Чартерхаус, а затем в Эксетерском колледже Оксфордского университета. В 1848—1855 годах Дьюкейн также играл в крикет за Мэрилебонский крикетный клуб в Лондоне.
В июне 1863 года Дьюкейн женился на Джорджиане Сьюзен Копли (Georgiana Susan Copley), дочери Джона Копли, 1-го барона Линдхёрста, и внучке художника Джона Синглтона Копли.
В январе 1869 года Чарльз Дьюкейн был назначен губернатором Тасмании, и работал в этой должности до ноября 1874 года. Он много путешествовал по Тасмании и выступал с речами, которые публиковались в прессе. Во время его губернаторства была построена железная дорога от Лонсестона до Делорейна, Тасмания была соединена телеграфной линией со штатом Виктория, а также были открыты месторождения олова у горы Бишофф.
После окончания своего губернаторского срока Дьюкейн вернулся в Англию. В 1875 году он стал рыцарем-командором ордена Святого Михаила и Святого Георгия (K.C.M.G.). В 1880 году он опубликовал свой собственный вариант перевода «Одиссеи» Гомера на английский язык.
Чарльз Дьюкейн скончался 25 февраля 1889 года в Уитеме (графство Эссекс, Англия). У него остались двое сыновей и три дочери.

## Память
В честь Чарльза Дьюкейна назван горный хребет Дьюкейн в центральной части Тасмании, высота которого достигает 1520 м над уровнем моря.